# 불가리아의 공휴일
불가리아의 공휴일은 다음과 같다.
| 날짜           | 공휴일 이름          | 비 고 |
| -------------- | -------------------- | ----- |
| 1월 1일        | 새해 첫날            |       |
| 3월 3일        | 자유의 날            |       |
| 3~4월 중(이동) | 성금요일             |       |
| 3~4월 중(이동) | 성토요일             |       |
| 3~4월 중(이동) | 부활절               |       |
| 3~4월 중(이동) | 이스터 먼데이        |       |
| 5월 1일        | 노동절               |       |
| 5월 6일        | 성 게오르기우스의 날 |       |
| 5월 24일       |                      |       |
| 9월 6일        | 불가리아 통일의 날   |       |
| 9월 22일       | 독립기념일           |       |
| 11월 1일       |                      |       |
| 12월 24일      | 크리스마스 이브      |       |
| 12월 25 ~ 26일 | 크리스마스 연휴      |       |